# Orde del Card
El Molt Antic i Molt Noble Orde del Card (anglès: The Most Ancient and Most Noble Order of the Thistle) és un orde de cavalleria associat amb Escòcia. Si bé la seva data de fundació és desconeguda, el rei Jaume II d'Anglaterra i VII d'Escòcia instituí l'orde moderna el 1687. L'Orde consisteix en el sobirà i 16 cavallers i dames, així com certs cavallers "extraordinaris" (membres de la Família reial britànica i monarques estrangers. Només el Sobirà garanteix ser membre de l'orde (els membres no són recomanats pel Govern, com succeeix a la resta d'ordes). Els 16 membres han de ser nascuts a Escòcia.
L'emblema primer de l'orde és el card, la flor nacional d'Escòcia. El lema de l'orde "NEMO ME IMPUNE LACESSIT" (Ningú no em fereix amb impunitat) és el mateix que apareix a l'Escut Reial d'Escòcia i en algunes monedes d'una lliura. El patró de l'orde és Sant Andreu (patró d'Escòcia), i apareix a la insígnia.
Si bé la major part dels ordes de cavalleria britànics cobreixen tot el regne, els 3 més exaltats només pertanyen a un únic país. L'Orde del Card, que pertany a Escòcia, és la segona en importància. La seva equivalent a Anglaterra, la Molt Noble Orde de la Lligacama, és l'orde de cavalleria documentada més antiga, datant de mitjans del segle xiv. El 1783 es creà un equivalent irlandès, el Molt Il·lustre Orde de Sant Patrici, però des de la independència de la major part d'Irlanda l'orde ha caigut en desús (el seu darrer membre morí el 1974).

## Història
La data de la seva creació és desconeguda, si bé la llegenda afirma que va ser fundada pel rei Achaius, Rei dels Escocesos, mentre batallava a Athelstaneford amb el Rei saxó Æthelstan d'Ànglia Oriental, veié al cel la creu de Sant Andreu, i, després de guanyar la batalla, establí l'orde al 787, dedicada al Sant. Un dels motius per considerar la llegenda d'increïble, a part de pel miracle de la creu al cel, perquè els dos reis ni tan sols van regnar al mateix segle. Una altra història afirma que Achaius fundà l'orde al 809 després de signar una aliança amb l'emperador Carlemany. També existeix la tradició conforme l'orde va ser fundada (o reinstituïda) al camp de batalla per Robert I a Bannockburn. També se suposa que potser va ser fundada pel rei Jaume III (1488-1513), responsable de diversos canvis al simbolisme reial d'Escòcia, entre ells l'adopció del card com a insígnia reial. També s'afirma que Jaume V, després de ser admès a l'Orde del Toisó d'Or al Sacre Imperi Romanogermànic, a l'Orde de Sant Miquel a França i a l'Orde de la Lligacama a Anglaterra establí l'Orde del Card el 1540 perquè se sentia avergonyit perquè ell no tenia cap honor per conferir als monarques estrangers.

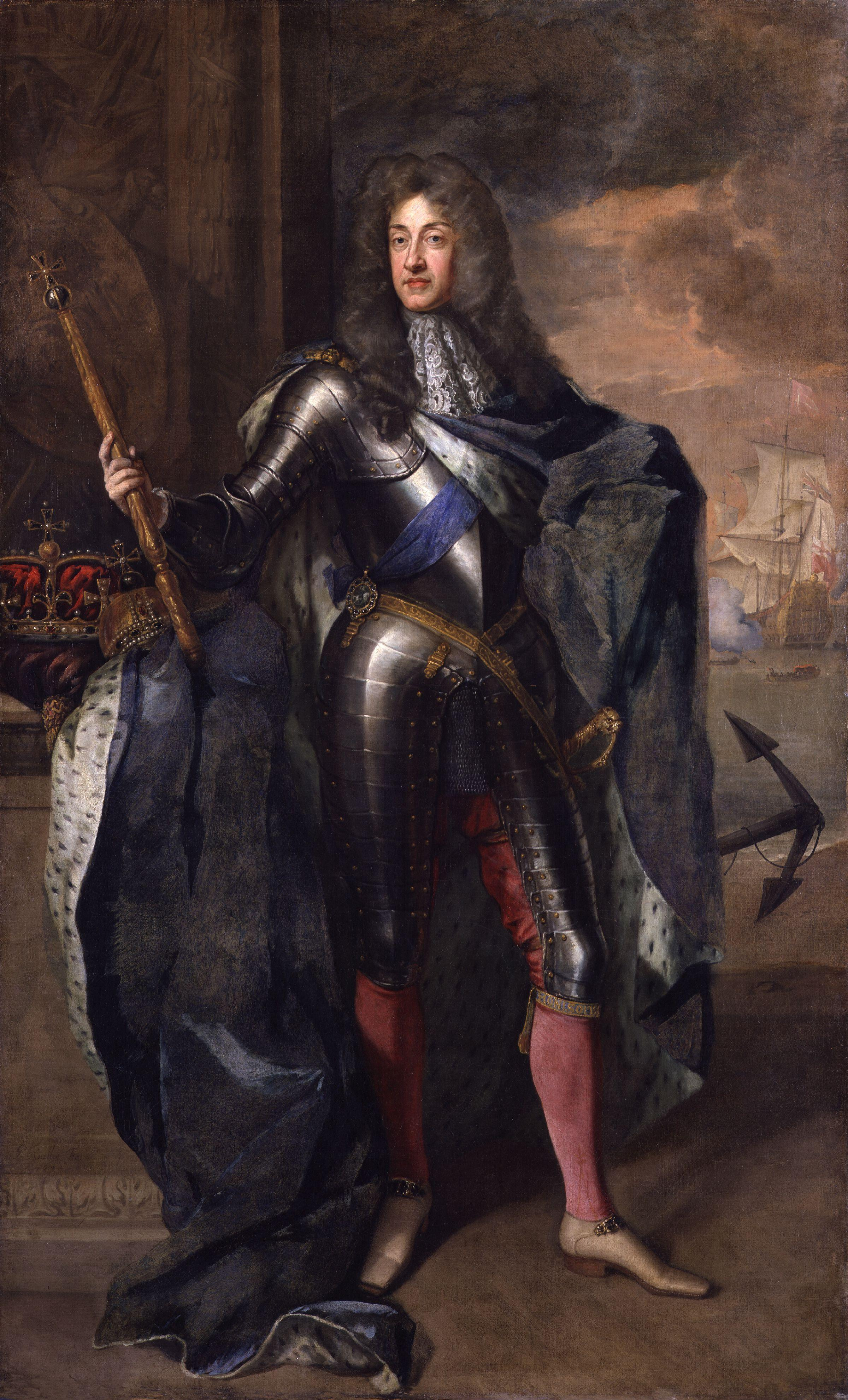
Jaume VII ordenà l'Orde actual

El 1687, Jaume VII d'Escòcia la va restaurar, fent-la tornar a tota la seva glòria, llustre i magnificència, dotant-la d'estatuts, amb tal de recompensar als escocesos que recolzaven la política del rei, així com la seva fe. En un principi estava reservada al Sobirà i a 12 membres (en al·lusió als apòstols). Després de la seva abdicació el 1688, els seus successors Guillem i Maria no fan cap nomenament i l'orde cau en desús fins que la Reina Anna el 1703 la reviu un cop més i fins avui. Després de les rebel·lions de 1715 i 1745, els pretendents al tron van nomenar membres de l'orde a l'exili. Els primers reis de la casa de Hannover també la van fer servir per recompensar la noblesa escocesa que recolzés la casa de Hannover i l'església protestant. L'orde va revifar quan el 1822 el rei Jordi IV va visitar Escòcia i va lluir les insígnies pròpies de l'orde. El 1827 el nombre de membres va ascendir a 16. Si bé originalment les dones estaven vedades a l'orde (excepte les reines regnants), el 1937 Jordi VI nomenà Dama del Card a la seva esposa, Elisabet Bowes-Lyon, mitjançant un estatut especial.
Originalment, era el monarca personalment qui atorgava l'orde. Al segle xviii, passà a atorgar-se segons les propostes del govern; però el 1946, després de l'acord del Primer Ministre Clement Attlee i del Cap de l'Oposició, Winston Churchilll, l'Orde del Card tornà a ser un present personal del Sobirà. El 1987, Elisabet II permeté l'admissió de Dames de manera regular.

## Composició
L'Orde té 5 oficials: el Degà, el Canceller, l'Uixer, el Rei d'Armes i el Secretari. El Degà normalment és un clergue de l'Església d'Escòcia. Aquest ofici no formava part de l'establiment original, però es creà el 1764 i s'uní a l'ofici de Degà de la Capella Reial. Ambdós oficis es tornaren a separar el 1969. L'ofici de Canceller és mencionat als estatuts de 1687, sent nomenat custodi del Segell de l'Orde, però fins al 1913 no es nomenà ningú al càrrec i, subseqüentment, l'ofici era realitzat per un dels cavaller, sense ser el més antic. L'Uixer de l'Orde és el Senyor Uixer del Bastó Verd (a diferència del seu equivalent a la Lligacama, el Senyor Uixer del Bastó Negre, no té cap funció a la Cambra dels Lords. El Lord Lleó Rei d'Armes encapçala l'establiment heràldic escocès. El Lord Lleó (no sempre) també servei com a Secretari.

### La Capella

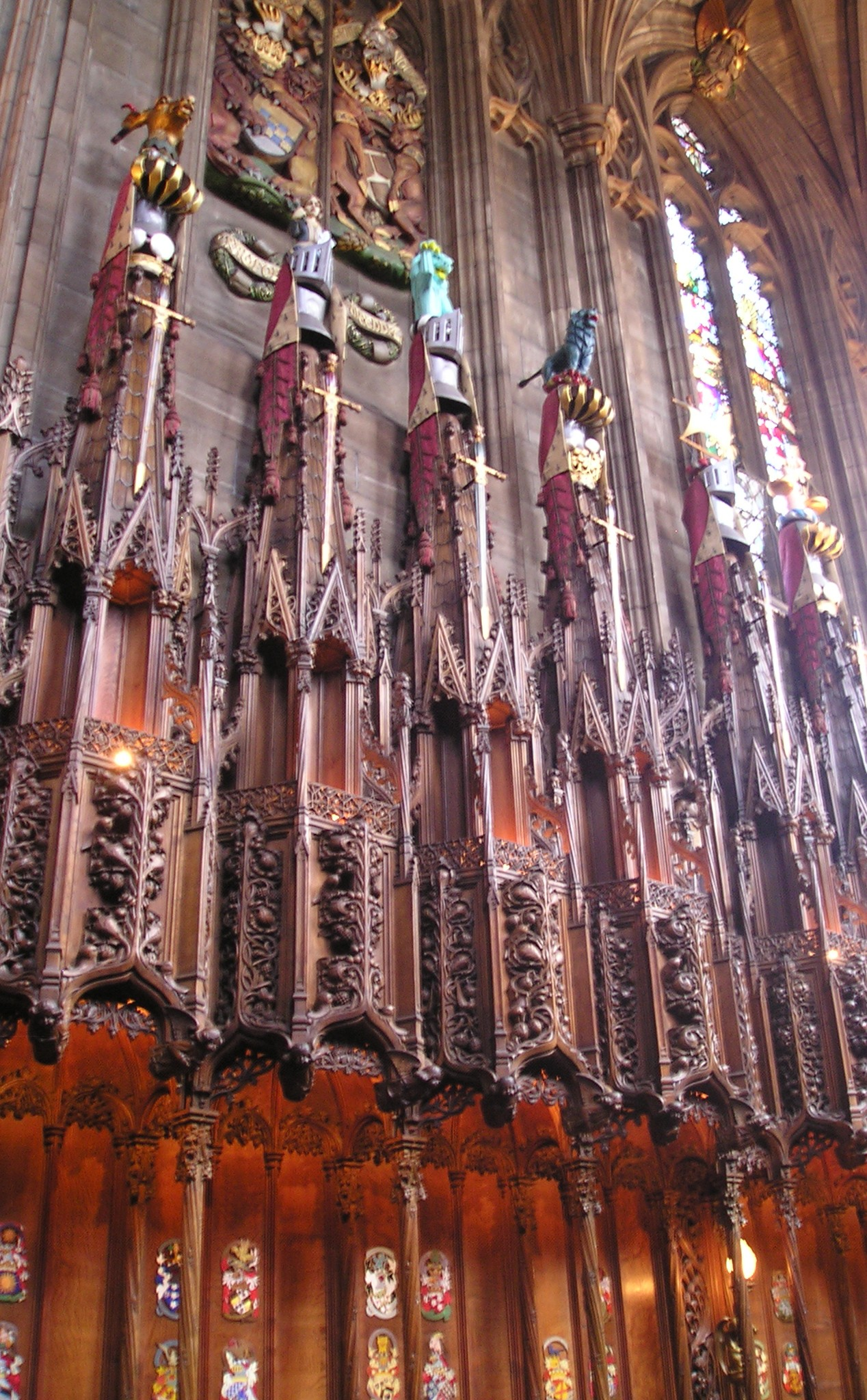
Espases, elms dels Cavallers del Card sobre els seus seients a la Capella del Card

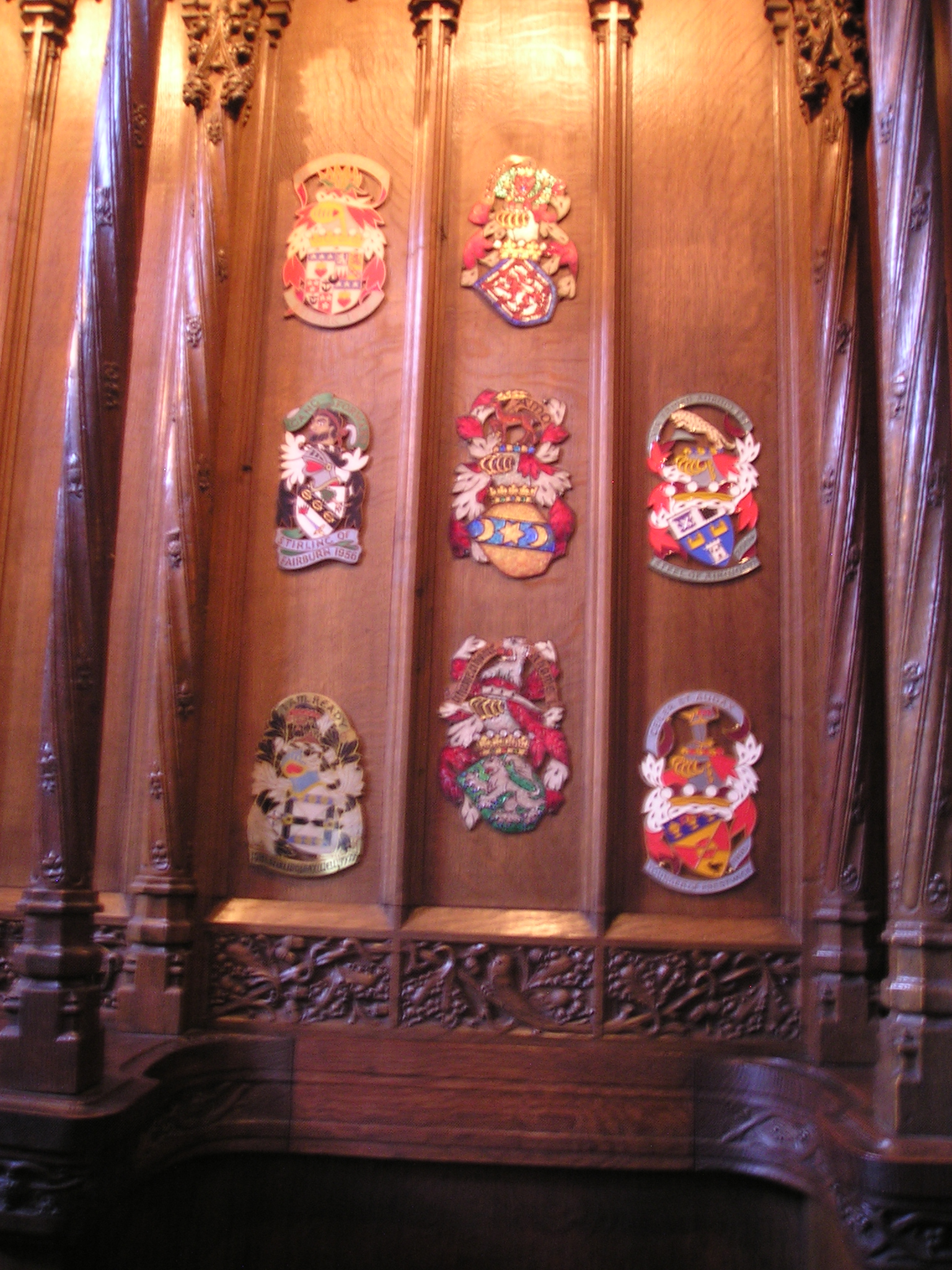
Escuts dels Cavallers del Card

Quan Jaume VII revifà l'Orde el 1687, ordenà que la Capella del Palau de Holyroodhouse fos convertida en la Capella per l'Orde del Card, potser copiant la idea de l'Orde de la Lligacama, la capella de la qual es troba al Castell de Windsor, però Jaume VII va ser deposat el 1688, la situació política es deteriorà, i la capella quedà destruïda durant un motí.
Des de llavors, l'Orde quedà sense capella, fins que el 1911 se situà a la catedral d'Edimburg. Cada any, el Sobirà resideix durant una setmana al Palau de Holyroodhouse al juny o juliol, i durant la visita, es realitza el servei anual de l'Orde. Els nous cavallers són nomenats durant aquest servei.
Tots els membres de l'Orde, incloent el Sobirà, tenen un seient al cor de la Capella, sobre el qual apareix el seu escut d'armes, amb el nom i la data d'admissió a l'orde. Sobre el pinacle del seient apareix el seu elm (si el cavaller és noble, en lloc de l'elm es posa la corona d'acord amb el seu rang).
A diferència d'altres ordes, els estendards amb les armes no pengen a la capella, sinó que a una part adjacent.
A la mort dels cavallers, es retira l'elm, l'estendard i l'espasa, però no l'escut, quedant permanents al respatller del banc, motiu pel qual la capella és un colorit recordatori dels cavallers.

### Preferència i Privilegis

L'Escut Reial envoltat del collar de l'orde

Els membres de l'orde fan servir el prefix «Sir » o «Lady », i la citació KT/LT s'anteposa a totes, excepte a Bt (Baronet), VC (Creu Victòria), GC (Creu de Jordi) i "KG/LG (Cavaller/Dama de la Lligacama)
Els membres de l'orde reben un escut heràldic, o poden afegir al seu l'anell (un cercle verd amb el lema de l'orde) i el collar de l'Orde, amb la insígnia penjant. A Escòcia, a l'Escut Reial llueix l'anell sobre el collar de l'orde, mentre que a Anglaterra, Gal·les i Irlanda del Nord llueix l'Orde de la Lligacama.

## Vestimentes i Distintius

### Grans Ocasions
(Reunió Anual de l'Orde o Coronacions) 

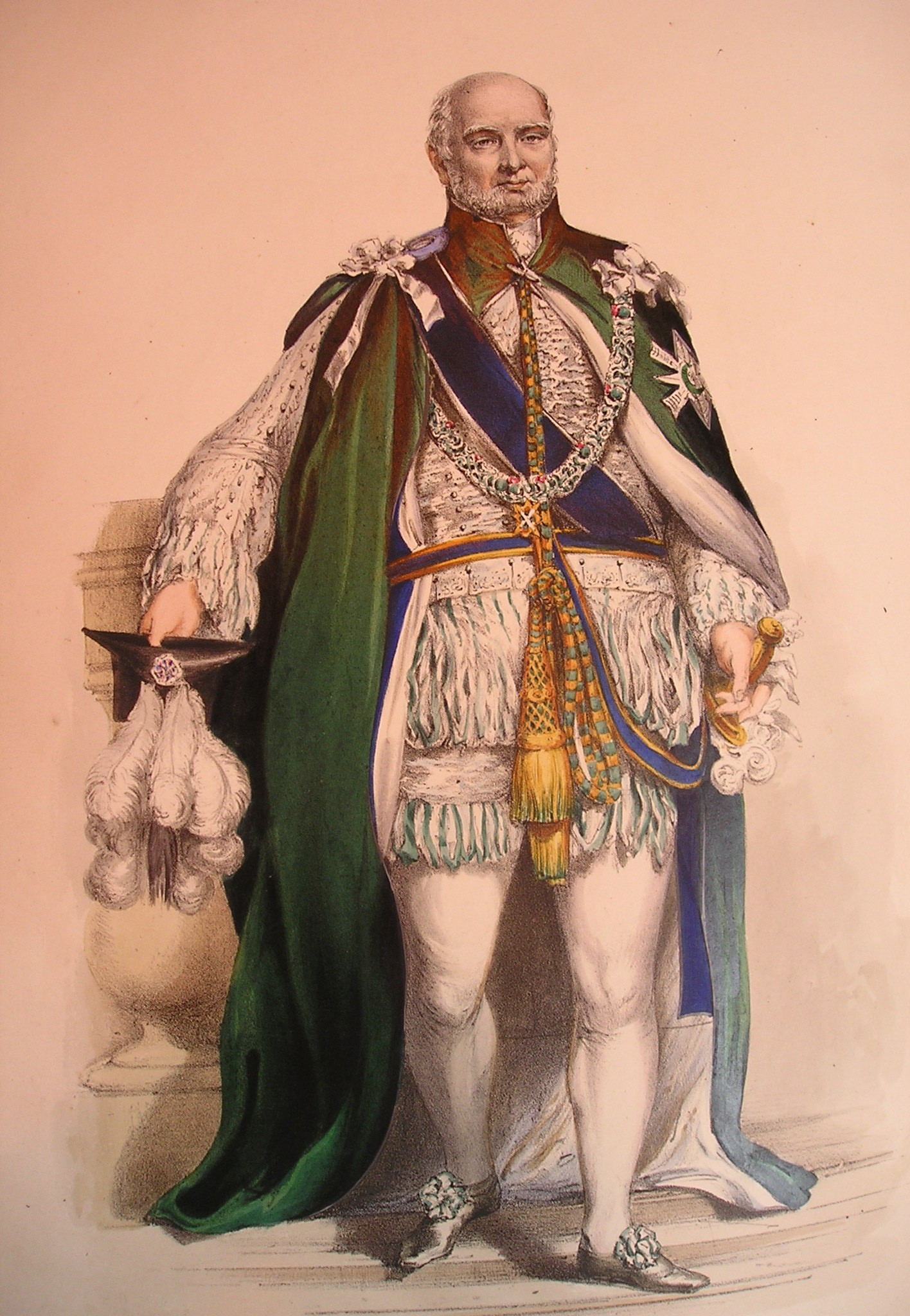
El duc de Sussex amb la vestimenta completa

- La Capa: de tafetà verd. Sota l'espatlla Esquerra apareix l'estrella de l'orde. Es llueix sobre l'uniforme o sobre el vestit de cerimònia.
- El Barret: de vellut negre, amb una ploma d'estruç blanca.
- El Collar: fet d'or, amb cards i branques de lamenta. Es llueix sobre la capa.
- El Sant Andrew: penja del collar. És una imatge d'esmalt sobre or de Sant Andreu, amb una túnica lila, una sobrevesta verda i la creu en aspa en blanc.

### D'altres ocasions
- L'Estrella: consisteix en una Creu de Sant Andreu (en aspa), amb raigs entre els braços. Al mig hi ha un cercle verd amb el lema de l'orde en or "NEMO ME IMPUNE LACESSIT" (Ningú no em fereix impunement). Sobre el cercle hi ha un card en esmalt sobre or. Es llueix a l'esquerra del pit. L'estrella es llueix amb prominència sobre les altres estrelles que es puguin lluir (excepte l'Orde de la Lligacama)
- La Banda: de color verd. Es llueix penjada de l'espatlla dreta i lligada a l'esquerra de la cintura. Del nus hi penja la insígnia.
- La Insígnia: de forma oval. Sobre l'anvers hi apareix Sant Andreu. Al revers hi apareix un card sobre fons verd, envoltat pel lema de l'orde.

El collar, el mantell i el barret només es llueixen a les cerimònies de l'orde a la Catedral de Sant Giles, a Edimburg.
A les ocasions formals, els membres de l'Orde porten la medalla, sobre una banda sobre l'espatlla esquerra, i l'Estrella. El galó no es porta sol.
El sobirà pot designar certs "Dies del Collar", en què els membres poden lluir el collar sobre l'uniforme o sobre el vestit de cerimònia, substituint la banda per la d'un altre orde (si en tenen dret), doncs l'Orde del Card queda representada pel collar.
A la mort dels membres de l'orde, la insígnia i l'estrella són tornades personalment al Sobirà pel parent més proper al difunt.